# Georg Obrecht
Georg Obrecht (ur. 25 marca 1547 w Strasburgu, zm. 7 czerwca 1612 tamże) – niemiecki prawnik i ekonomista, propagator kameralizmu.

## Życiorys
Był jednym z czterech synów Thomasa Obrechta, który pochodził z rodziny rajców miasta Sélestat i był syndykiem Strasburga. Dwóch jego braci było medykami, a Georg wraz z bratem Henrykiem (późniejszym doradcą władz Strasburga) studiował prawo.
Pierwsze nauki pobierał w rodzinnym mieście. Następnie w 1565 udał się na Uniwersytet w Tybindze. Po ukończeniu trzyletniego kursu filozofii i uczęszczania na wykłady z prawa przeniósł się w 1570 do Francji, do Besançon, Dole i Orleanu. Tam – u boku Molinäusa – kontynuował studia. Po prześladowaniach rozpoczętych w wyniku Nocy św. Bartłomieja musiał uciekać z Francji. Stracił też zgromadzony księgozbiór. Nosił się wówczas z zamiarem wstąpienia do wojska, jednak powrócił do pracy naukowej.
W Bazylei, w 1574 otrzymał tytuł doktora obojga praw (tj. cywilnego i kanonicznego). Został też mianowany profesorem prawa w Strasburgu. Pracował tam do końca życia. W 1577 otrzymał kanonię, w 1589 probostwo, w 1595 został rektorem, trzy lata później miejskim adwokatem Strasburga i doradcą władz miasta (konsulentem). Karierę wieńczył tytuł szlachecki, jaki otrzymał od cesarza Rudolfa II w 1604, potwierdzony pięć lat później przyjęciem do grona grafów Palatynatu.
Posiadał wielu uczniów, dzięki nowoczesnym na ówczesne czasy metodom dydaktycznym i naukowym. Zamiast opracowywać materiał naukowy w sposób czysto egzegetyczno-dogmatyczno, powierzał swoim uczniom źródła do samodzielnego opracowania. Dzięki swojej uczoności pozostawał w poważaniu wielu władców niemieckich: księcia Juliusza z Brunszwiku, książąt Saksonii – Weimar, Wirtembergii i Meklemburgii, jak też księcia Ludwika z Palatynatu. Ostatni z nich proponował mu zresztą stanowisko asesora sądu w Spirze. Georg Obrecht – podobnie zresztą jak poprzednie propozycje m.in. z Heidelbergu – tę propozycję odrzucił.
Był dwukrotnie żonaty, z Barbarą – córką strasburskiego teologa Marbacha oraz Urszulą – córką lekarza Ulricha Gesiusa.

## Dorobek naukowy

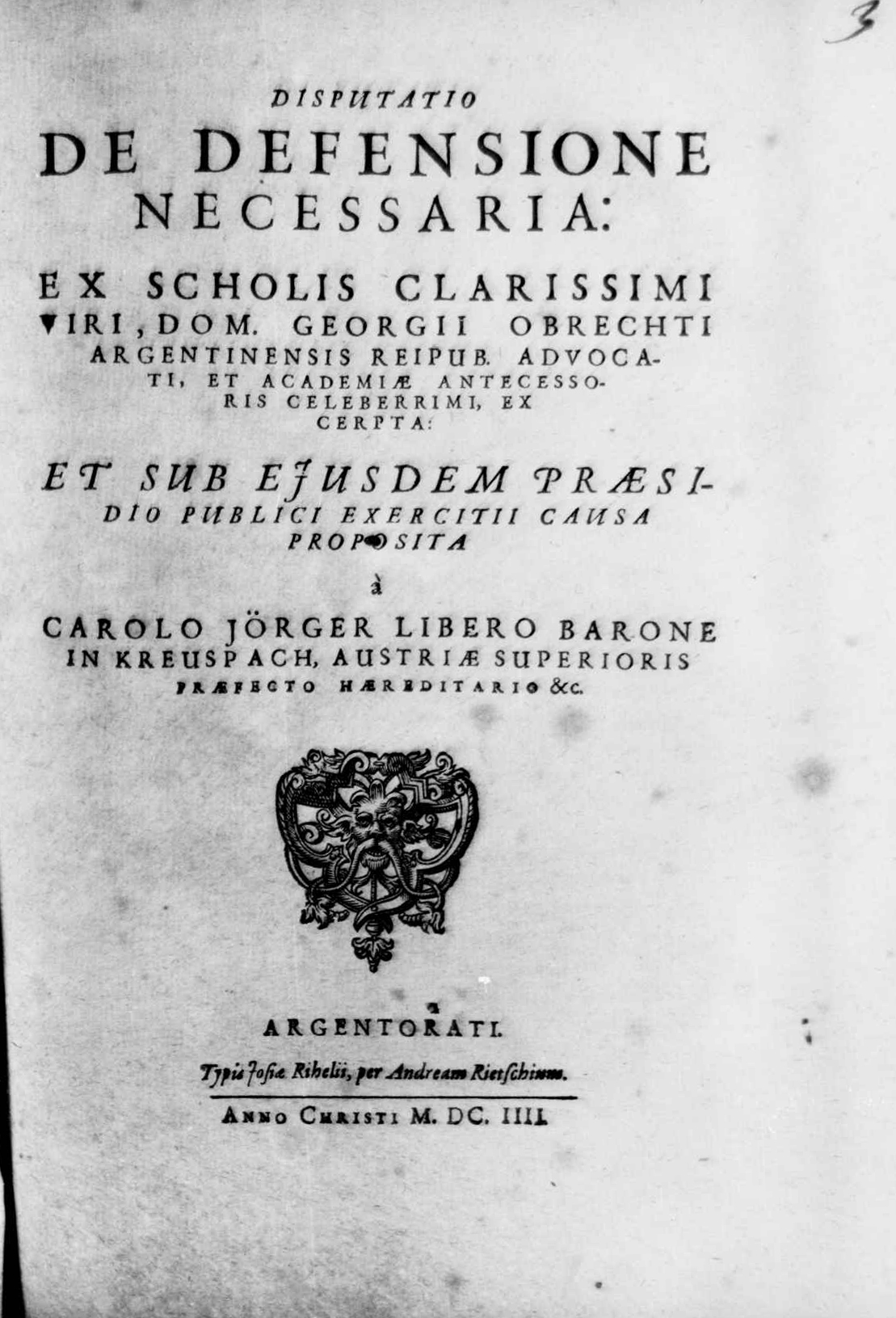
De necessaria defensione, 1604

Georg Obrecht w czasie swojej wieloletniej działalności naukowej udzielał się nie tylko dydaktycznie, ale również wiele publikował. Jego zainteresowania badawcze koncentrowały się wokół prawa cywilnego, historii prawa rzymskiego i lennego. Skupiał się również na zagadnieniach ekonomicznych. Do jego wczesnych prac zalicza się Oeconomica tit. C et D de trasactionibus (wyd. 1579); kolejno Methodica tractatio tit. C. et D de acquir. poss. etc. (wyd. 1580), którą Karol von Savigny wymienił jako wielce przydatne dzieło. Dodatkowo Georg Obrecht pisał pomniejsze dysertacje i traktaty, np. Disputationes (wyd. 1604), Tractatus feudalis (wyd. 1606). W 1579 prawnik Stefan Berchthold wydał  – za zezwoleniem Obrechta – Exercitium juris practicum etc. (wyd. także 1585). W owym czasie Georg Obrecht napisał kolejne dzieło exercitium juris antiqui ad intellectum l. un. C. de pedaneis judicibus, poświęcone późno rzymskiemu procesowi sądowemu. Swoim pracom nadawał formą dramatów tak, by sceny procesowe mogły być odtwarzane przez studentów. Prace Georga Obrechta były dzięki temu w użyciu jeszcze w I poł. XVIII w.
Pisma ekonomiczne zostały zebrane przez syna Georga Obrechta i wydane w 1617 w Strasburgu, pod niezwykle długim tytułem: Fünff underschiedliche secreta politica von Anstellung, Erhaltung und Vermehrung guter Policey und von billicher, rechtmäßiger und nothwendiger Erhöhung eines jeden Regenten jährlichen Gefällen und Einkommen. Allen hohen und niederen Obrigkeiten besonders des Heyligen Römischen Reichs Ständen in diesen letzten und hochbetrengten Zeiten zum besten gestellt.